# ЛГБТ лингвистика
ЛГБТ лингвистика е пресечно поле на изследвания на ЛГБТ жаргона, гей жаргона по-специално (куиър лингвистика и лавендър (лилава) лингвистика - lavender linguistics), феминистката лингвистика, изследвания върху езика и джендъра, и т.н.

### Левендър лингвистиката
Лавендър изследванията първоначално имат наименованието куиър лингвистика – изследвания върху ЛГБТ езика през куиър науката, чието начало се поставя чрез книгата Queerly Phrased (Куиърно казано), по-късно стават предимно известни като лавендър лингвистика.
Лаведнър изследванията са изследвания върху гей жаргона, върху изразността на гейовете  и лесбийките 

### Феминистка и джендър лингвистика
Феминистката и джендър лингвистика, изучават различията в езика на мъжете и жените, и въпросите на езиковия сексизъм (но само по отношение на жените). Понякога под феминистка лингвистика се разбира политически коректния феминизъм или още джендър феминизъм. Известни феминистки лингвистки са Дженифър Коутс и Дебора Танен.